# Charles Boardman Hawes
Pour les articles homonymes, voir Boardman et Hawes (homonymie).
Charles Boardman Hawes (24 janvier 1889 - 16 juillet 1923) est un écrivain américain spécialisé dans les récits maritimes. Il est surtout connu pour trois romans historiques. Il meurt subitement à 34 ans, après la publication de seulement deux de ses cinq livres. Il a été le premier gagnant de la médaille Newbery né aux États-Unis, grâce à son troisième roman The Dark Frigate (1923), choisi comme le meilleur livre pour enfants américain de l'année. Lors de son passage en revue du Hawes Memorial Prize Contest en 1925, The New York Times a observé que « ses histoires d'aventures sur la mer l'ont amené à être comparé à Stevenson, Dana et Melville ». 

## Biographie
Hawes est le fils aîné de Charles Taylor Hawes et de Martha Tibbetts Boardman. Né à Clifton Springs, dans l'état de New York, il grandit à Bangor, dans le Maine et est diplômé du Bowdoin College en 1911 où il était « rédacteur en chef de The Quill et un étudiant dévoué des classiques ». Il est étudiant à Harvard pendant un an et en sort diplômé ; il est membre du personnel de The Youth's Companion (en) jusqu'en 1920 et rédacteur en chef adjoint de The Open Road (en) jusqu'à sa mort en 1923. Le 1er juin 1916, Hawes épouse Dorothea Cable de Northampton (Massachusetts), la plus jeune fille du romancier George Washington Cable et de Louise Stewart Bartlett. À cette époque, il vit à Cambridge et travaille pour The Youth's Companion,,. 
Le premier livre de Hawes est un roman d'aventures publié par Atlantic Monthly Press et Little, Brown and Company en 1920 : The Mutineers: a tale of old days at sea and of adventures in the Far East as Benjamin Lathrop set it down some sixty years ago. Son deuxième livre, The Great Quest: a romance of 1826 [...] fait partie des finalistes sélectionnés pour la première médaille Newbery en 1922, première récompense américaine pour les livres pour enfants. 
Hawes meurt subitement d'une méningite à pneumocoque à Springfield (Massachusetts), le 16 juillet 1923, deux jours avant la publication de Gloucester, by Land and Sea, un livre de 226 pages principalement historique sur la ville de Gloucester, Massachusetts,. Il laisse dans le deuil sa femme et ses deux fils.  
Il avait récemment livré le manuscrit complet de The Dark Frigate: wherein is told the story of Philip Marsham [...], une aventure du XVIIe siècle se déroulant en Angleterre et à la Barbade ainsi qu'en mer. Il a été publié par Atlantic en octobre et fut un best-seller du Boston Globe cet automne-là,,. Les bibliothécaires pour enfants l'ont élu « auteur de la contribution la plus distinguée à la littérature américaine pour enfants », gagnant de la troisième médaille Newbery et le premier écrivain né aux États-Unis à l'obtenir. 
Hawes a dédié The Dark Frigate à son beau-père G. W. Cable et sa veuve a reçu la médaille Newbery lors de la conférence de l'American Library Association l'été suivant.  The Atlanta Constitution a fait remarquer : « Le grand cadeau de M. Hawes était la capacité d'écrire des histoires sur la mer... Son habileté littéraire à capturer le style et l'atmosphère du dix-huitième siècle lui a valu de nombreux admirateurs adultes... La perte de M. Hawes est irréparable. Mais il faut espérer que cette reconnaissance posthume pourra inciter d'autres personnes à perpétuer la norme qu'il a créée ».  En 1962, The Dark Frigate gagne le Lewis Carroll Shelf Award (en). 
Deux articles de Hawes ont été publiés à titre posthume dans The Atlantic Monthly. Sa femme a terminé un autre livre, Whaling, publié en 1924. Un examen de l'histoire de 358 pages a mis en évidence la remarque de Hawes : « Le temps a donné à l'affaire un charme qui étonnerait les malheureuses victimes de sa réalité ». 

## Hawes Memorial Prize Contest
En septembre 1923, Atlantic Monthly Press lance un concours avec un prix de 2 000 $, plus les redevances (royalties), pour « une histoire d'aventures de pas moins de 60 000 mots, des personnages et l'excellence des œuvres de feu Charles Boardman Hawes » (citation d'un journal). Le gagnant est le roman de Clifford MacClellan Sublette, The Scarlet Cockerel (mars 1925). Ses recherches avant d'écrire concernaient « les difficultés franco-espagnoles en Floride ». Sublette est « un ouvrier agricole en été » qui parcourt l'Ouest américain et écrit des nouvelles et récits courts d'aventures. Atlantic Monthly Press est si satisfait des soumissions qu'il a publié simultanément deux finalistes en plus du lauréat. Une revue conjointe du New York Times les a appelé les livres du Hawes Memorial Prize Contest. 

## Œuvres
- (en) The Mutineers: a tale of old days at sea and of adventures in the Far East as Benjamin Lathrop set it down some sixty years ago, Atlantic Monthly Press, 1920illustré par George Edmund Varian
- (en) The Great Quest; a romance of 1826, wherein are recorded the experiences of Josiah Woods of Topham, and of those others with whom he sailed for Cuba and the Gulf of Guinea, Atlantic Monthly Press, 1921
- (en) Gloucester, by Land and Sea; the story of a New England seacoast town, Little, Brown, 1923illustré par Lester G. Hornby et publié deux jours après sa mort
- (en) The Dark Frigate; wherein is told the story of Philip Marsham who lived in the time of King Charles and was bred a sailor but came home to England after many hazards by sea and land and fought for the King at Newbury and lost a great inheritance and departed for Barbados in the same ship, by curious chance, in which he had long before adventured with the pirates, Atlantic Monthly Press, 1923
- (en) « The Story of the Ship "Globe" of Nantucket" », The Atlantic Monthly,‎ décembre 1923, p. 769–779
- (en) « A Boy Who Went Whaling », The Atlantic Monthly,‎ juin 1924, p. 797–805
- (en) Whaling, Doubleday, 1924Complété par sa femme après sa mort

### Publications françaises
Les romans de Hawes sont inédits dans les pays francophones. Mais son roman The Dark Frigate a été adapté et publié sous la forme d'une bande dessinée dans le magazine Classiques Illustrés (Classics Illustrated) en 1958, sous le titre La sombre frégate.